# フリードリッヒ・ポッケルス
フリードリッヒ・カール・アルウィン・ポッケルス (Friedrich Carl Alwin Pockels, 1865年6月18日 - 1913年8月29日)はドイツ人の物理学者である。彼はイタリアで生まれた。父はオーストリア陸軍の軍人であるテオドレ・ポッケルスで母はアルウィン・ベッカーである。姉のアグネス・ポッケルス (1862年-1935年) も物理学者であった。
1888年、彼はゲッティンゲン大学から博士号を取得した。1900年から1913年までハイデルベルク大学の理論物理学の教授職を務めた。
1893年、彼はある種の複屈折率を持つ物質に一様な電場をかけるとおよそ電場の強さに比例して屈折率が変化することを発見した。この現象は現在ポッケルス効果と呼ばれている。